# Тиегс, Роджер
Ро́джер Ти́егс (норв. Roger Tiegs; род. 18 июня 1972, Хордаланн), более известный под сценическим псевдонимом Инфе́рнус (норв. Infernus) — норвежский блэк-метал музыкант и сатанист. Он является основателем, главным идеологом и также единственным постоянным участником норвежской блэк-метал группы Gorgoroth, которая была сформирована в 1992-м году, также основатель и глава лейбла «Forces of Satan Records». Основная специализация — гитарист, но он также участвовал в качестве басиста, барабанщика и вокалиста в записях как в рамках Gorgoroth, так и в других коллективах.

## Биография

### Образование Gorgoroth
Инфернус основал Gorgoroth в Суннфьорд, Норвегии, в 1992, после заключения «договора с дьяволом». Первое демо, A Sorcery Written in Blood, было выпущено в 1993. Первый студийный альбом Gorgoroth, Pentagram, был выпущен в 1994. Всё последующее время музыканты в составе группы были приглашёнными, единственным постоянным участником оставался Инфернус. Присоединяясь к другим блэк-метал группам, таким как: Ulver, Immortal, Enslaved и Molested, он как басист принимает участие в записи дебютного одноимённого альбома группы Borknagar, выпущенного в 1996. После подписания соглашения с немецким лейблом «Malicious Records», Gorgoroth выпустили альбомы Antichrist в 1996 и Under the Sign of Hell в 1997, в которых Инфернус отвечал как за всю музыку, так и за бо́льшую часть текстов, играя как гитарные, так и басовые партии для альбомов. Эти альбомы принесли Gorgoroth репутацию одной из лидирующих блэк-метал групп на норвежской сцене.

### Gorgoroth в период Nuclear Blast
После записи «Under the Sign of Hell» и европейским туром хедлайнеров в 1997, Gorgoroth были подписаны на главный немецкий лейбл Nuclear Blast. Инфернус записал два первых альбома Gorgoroth, которые были выпущены на Nuclear Blast: Destroyer (1998) и Incipit Satan (2000). Гитарист Торментор, присоединившийся к группе в 1996 году, написал заглавные треки для этих двух альбомов. Инфернус вместе с Торментором также выпустили альбом и три ограниченных издания 7 винилов в 1998 году в составе блэк-метал сайд-проекта Desekrator, включавшего в себя членов Enslaved и Old Funeral. После исполнения концертов с Gorgoroth на нескольких фестивалях и турах как в Европе, так и в Южной Америке, Инфернус стал одним из членов-основателей блэк-метал группы Orcustus в 2002, состоявшей из членов и экс-членов групп Gorgoroth, Gehenna и Enslaved. Twilight of the Idols - In Conspiracy with Satan, был третьим релизом Gorgoroth на Nuclear Blast, вышедшим в 2003 году.

### Обвинения в изнасиловании
В 2003 Инфернус был обвиняемым в изнасиловании женщины после вечеринки. Инфернус вместе с другом употребили большое количество алкоголя. Женщина же подверглась влиянию гашиша. Инфернус был признан виновным и зимой 2006-2007 провел 4 месяца в тюрьме.

### Quantos Possunt Ad Satanitatem Trahunt
В связи с уходом Гаала и King ov Hell из Gorgoroth, Инфернус, взяв в группу барабанщика Томаса Асклунда, басиста Boddel, гитариста Торентора и вокалиста Pest, записал и выпустил альбом Quantos Possunt Ad Satanitatem Trahunt в 2009.

## Вероисповедания
Инфернус — теистический сатанист, и, будучи основателем Gorgoroth, он строил группу согласно своей философии и религии, провозгласив себя «Посланником Сатаны на Земле». В ходе интервью в марте 2009 года он описывал исповедуемую им религию как гностическую форму сатанизма. В том же интервью, после разрешения спора за имя Gorgoroth с бывшими коллегами Гаалом и King ov Hell, он однозначно заявил, что является «идеологической основой Gorgoroth». Инфернус выразил несогласие с Церковью Сатаны по поводу их коммерческого легкомыслия, и отвечая на вопрос об этом, он также заметил, что расходится во мнении с их основными ценностями:
«В основном, потому что они отвергают теистическое видение бытия. Я не считаю человека центром вселенной. Это мои взгляды, а не взгляды какого-нибудь гуманиста или так называемого атеиста.»